# Układ zbiorowy pracy
Układ zbiorowy pracy – uregulowane działem jedenastym Kodeksu pracy porozumienie normatywne, zawierane pomiędzy pracodawcą (pracodawcami) albo organizacjami pracodawców a organizacją związkową albo organizacjami związkowymi.
Układy mogą określać szerzej i korzystniej uprawnienia pracownicze uregulowane powszechnie w kodeksie lub innych przepisach. Nie mogą natomiast zawierać przepisów mniej korzystnych dla pracownika niż przepisy prawa pracy.